# Squatina formosa
Squatina formosa è una specie di squalo angelo appartenente alla famiglia degli Squatinidae e al genere Squatina. È una delle 4 specie di squalo angelo native del Giappone.
Questo squalo angelo possiede tubercoli localizzati tra la bocca e gli occhi,e' provvisto di una pinna caudale ma non possiede una pinna anale. Misura fino a 2 metri. Il dorso presenta un pigmento nero ornato da sfumature beige, mentre il petto è bianco.
Questa specie e' endemica delle acque di Taiwan, e abita ad una profondità' massima di 300 metri.
La IUCN classifica Squatina Formosa come specie in pericolo; avendo subito un drastico calo della popolazione negli ultimi 3 anni,a causa della pesca intensiva e delle reti a strascico.